# Безбородьки (село)
Безборо́дьки — село в Україні,  у Золотоніському районі Черкаської області. Входить до складу Великохутірської сільської громади.
Село розташоване за 25 км від селища Драбів, за 36 км від залізничної станції 3олотоноша та 24 км від залізничної станції Пальміра.

## Історія
Безбородьки виникли у XVI столітті. У 1720 році генеральний писар Андрій Безбородько почав скуповувати за безцінь у першопоселенців хуторці, сіножаті, прихопив землі вільного військового степу, поля над річкою Кавраєць та хутір Кавраєць. З часом хутір  розрісся до повноцінного села з одноіменною назвою Кавраєць, яке згодом було переназвано у Безбородьки.
Під час революції 1905—1907 років селяни розділили поміщицьку землю.
Село постраждало внаслідок геноциду українського народу, проведеного окупаційним урядом СРСР 1932—1933 та 1946–1947 роках.
У роки радянсько-німецької війни 427 чоловік захищали Батьківщину та сталінський режим від гітлерівської навали, з них 347 нагороджено орденами і медалями. Для увічнення пам'яті 222 загиблих односельців споруджено обеліск Слави.
Станом на 1972 рік в селі проживало 1 488 осіб. На території села містилося відділення радгоспу «Черкаський», земельний фонд якого становив 11,8 тисяч га, у тому числі орної землі — 4,3 тисяч га. Основний напрям господарства був — відгодівля свиней. Допоміжні галузі — вирощування зернових культур та цукрових буряків.
Працювала восьмирічна школа, де навчалося 190 учнів, 2 бібліотеки з книжковим фондом 16 тисяч примірників, 2 клуби на 200 місць кожний, лікарня, аптека, дитячий садок, відділення зв' язку, ощадна каса, 7 торговельних точок.

## Населення
За даними перепису 2001 року в селі мешкало 1211 осіб.

### Мовний склад
Рідна мова населення за даними перепису 2001 року:
| Мова       | Чисельність, осіб | Доля     |
| ---------- | ----------------- | -------- |
| Українська | 1 159             | 95,71 %  |
| Російська  | 49                | 4,05 %   |
| Інше       | 3                 | 0,24 %   |
| Разом      | 1 211             | 100,00 % |

## Галерея

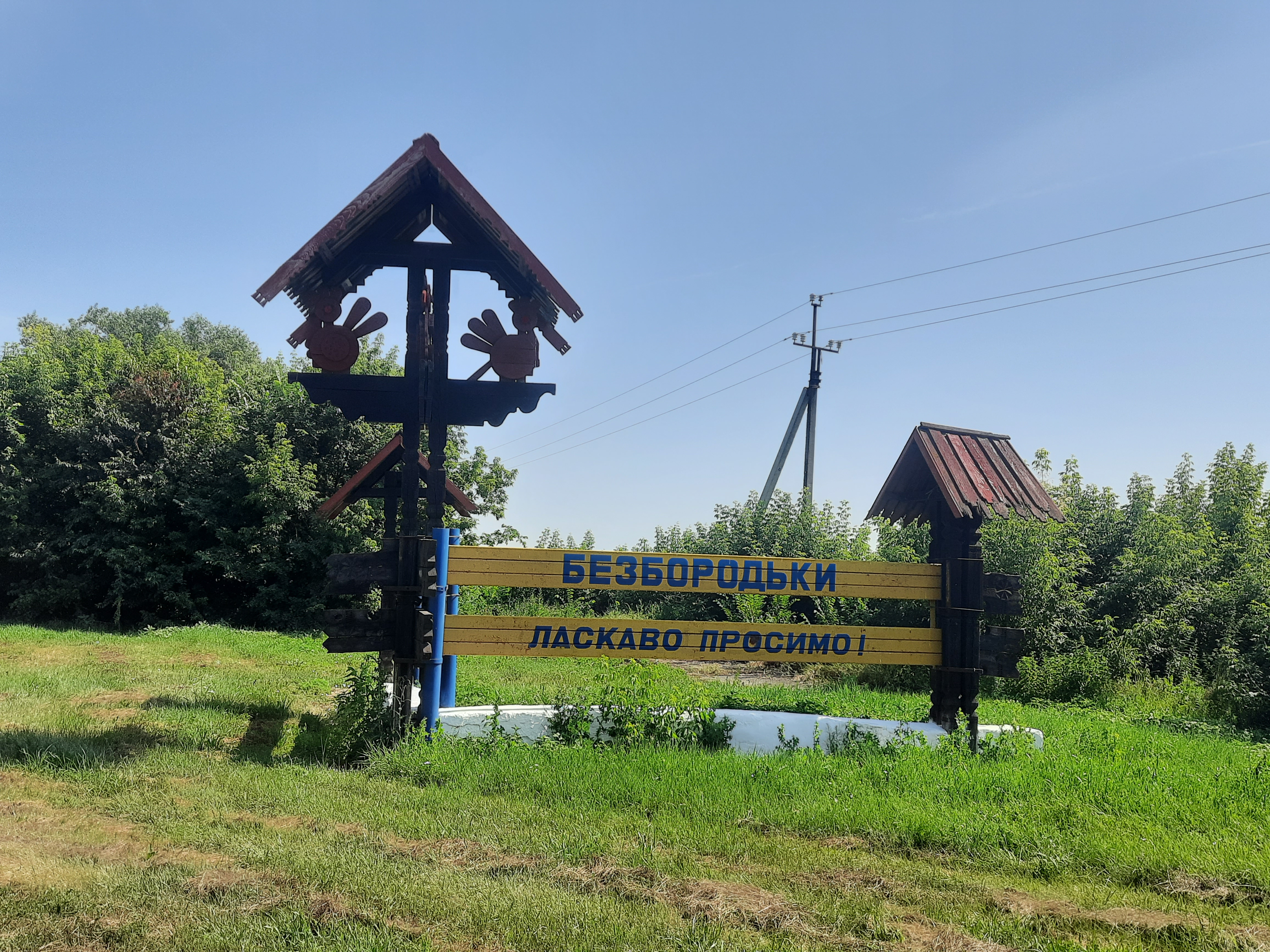
В'їзд у село
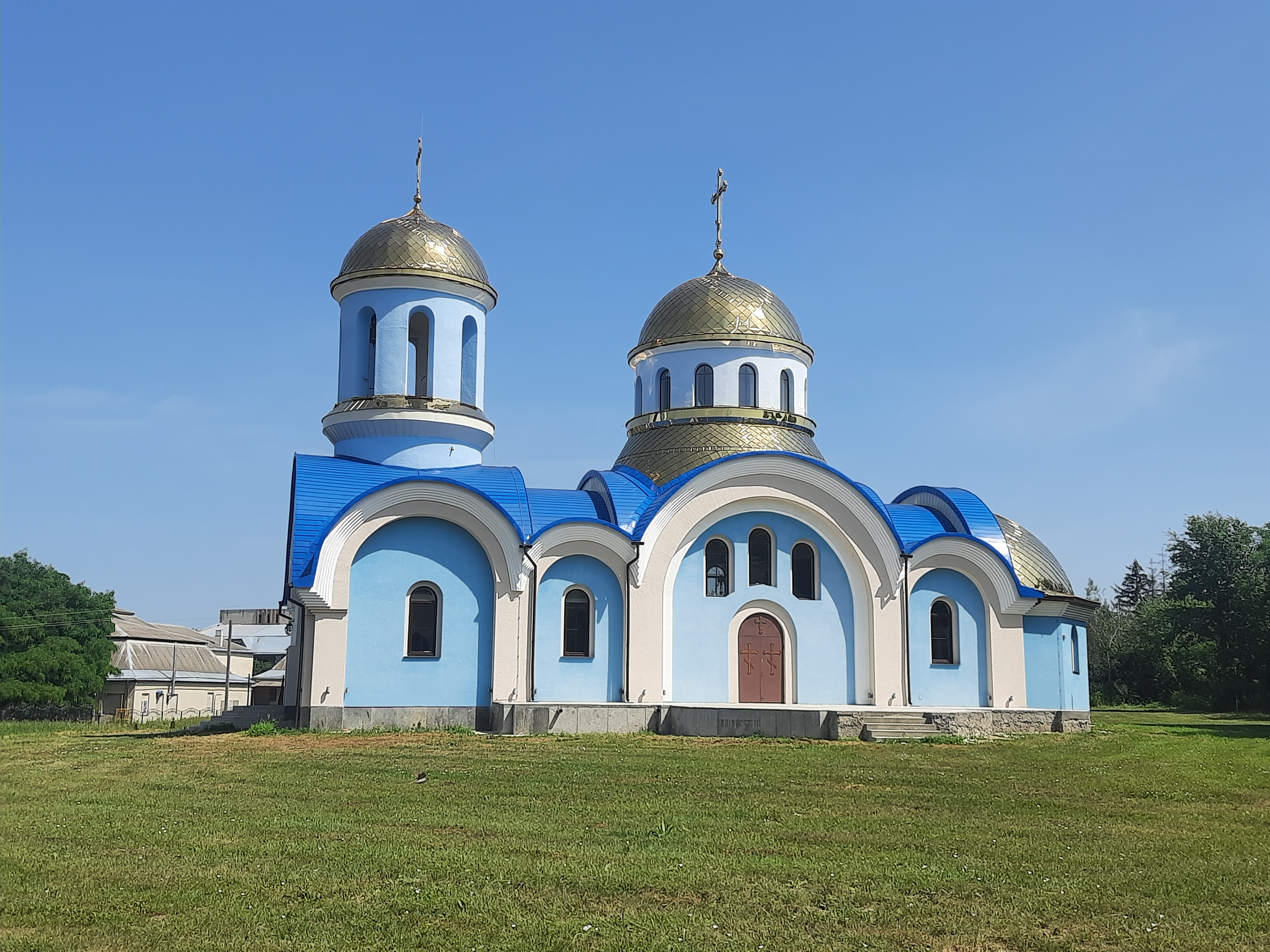
Успенська церква
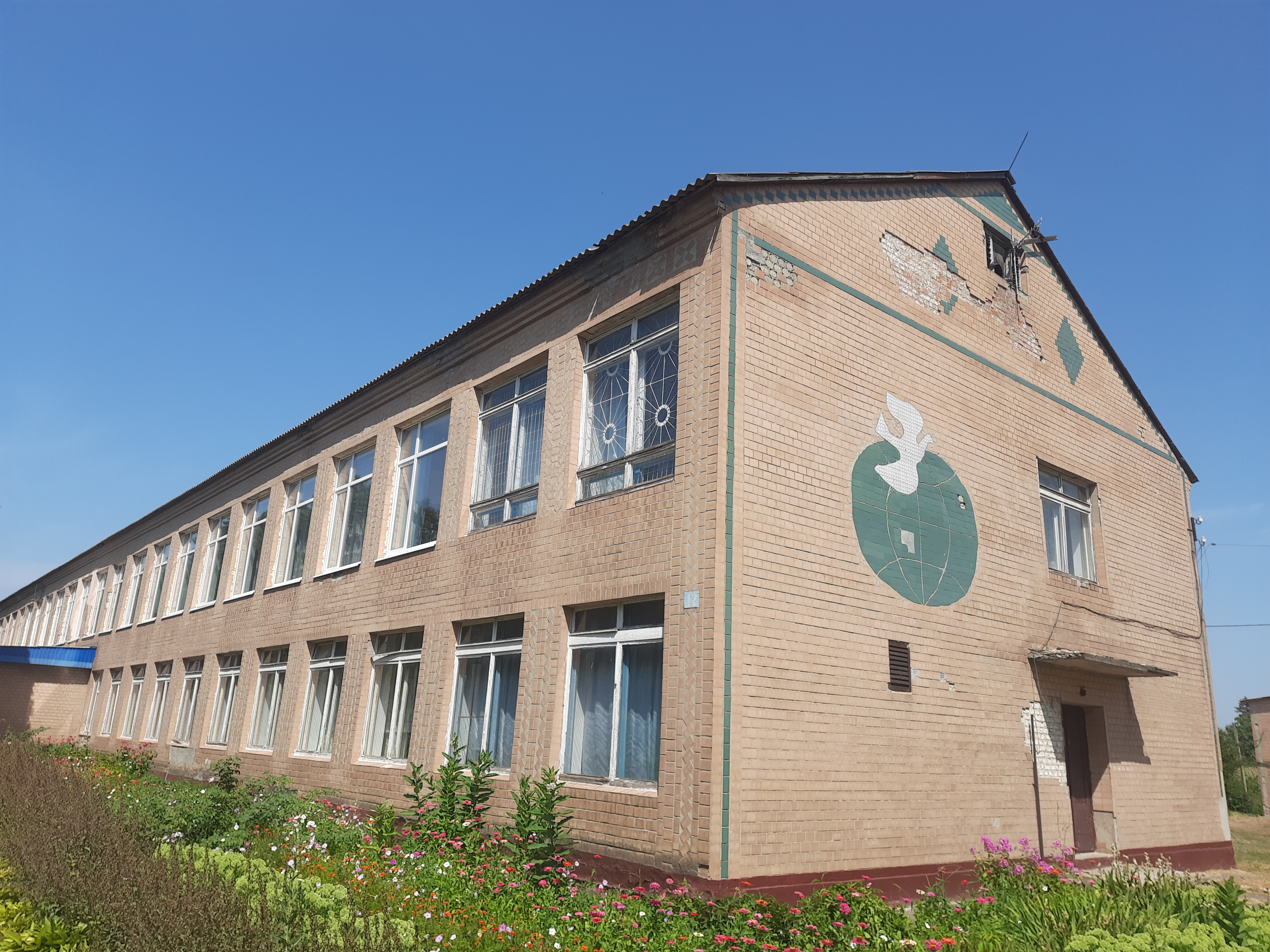
Школа
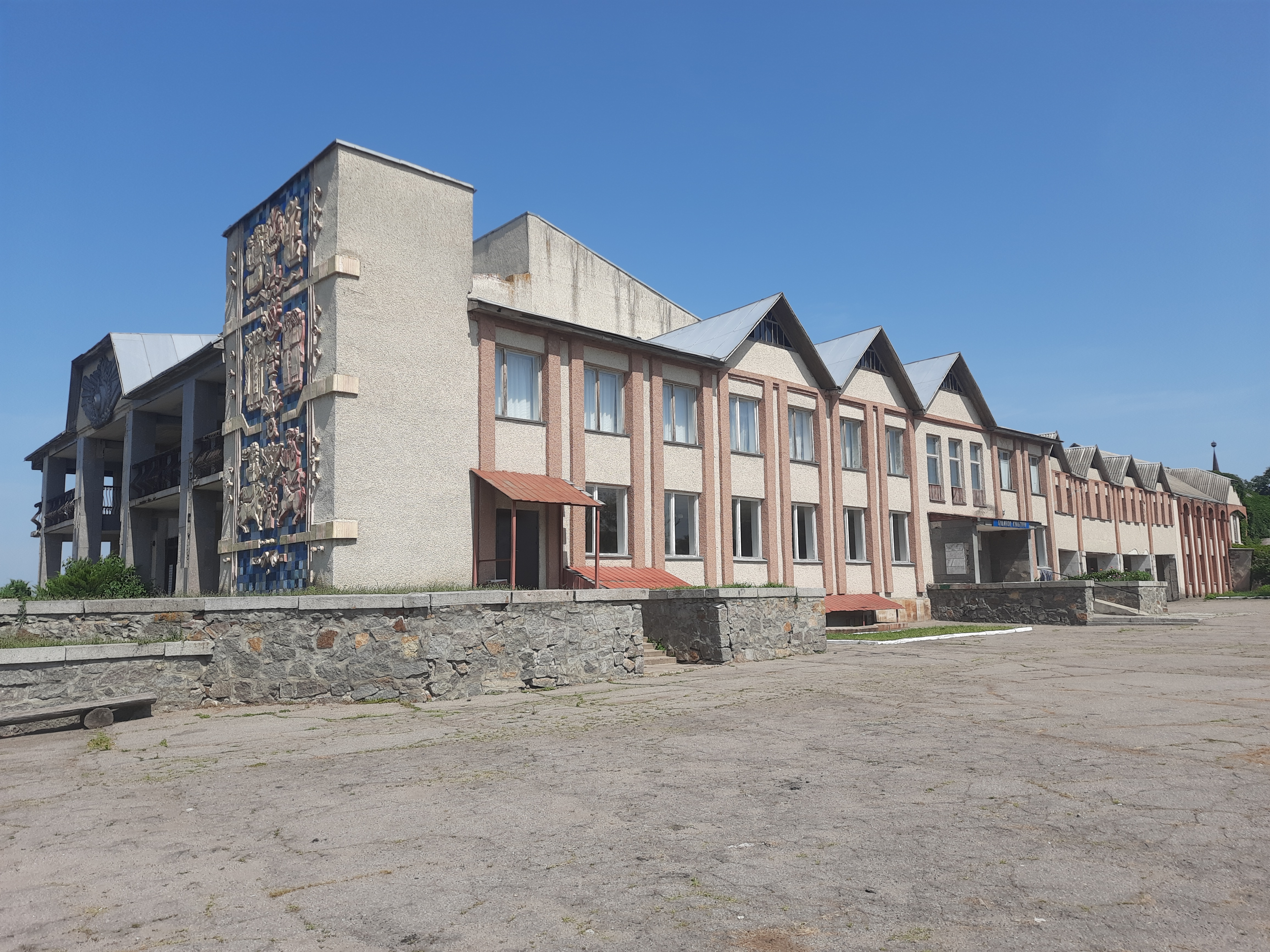
Будинок культури
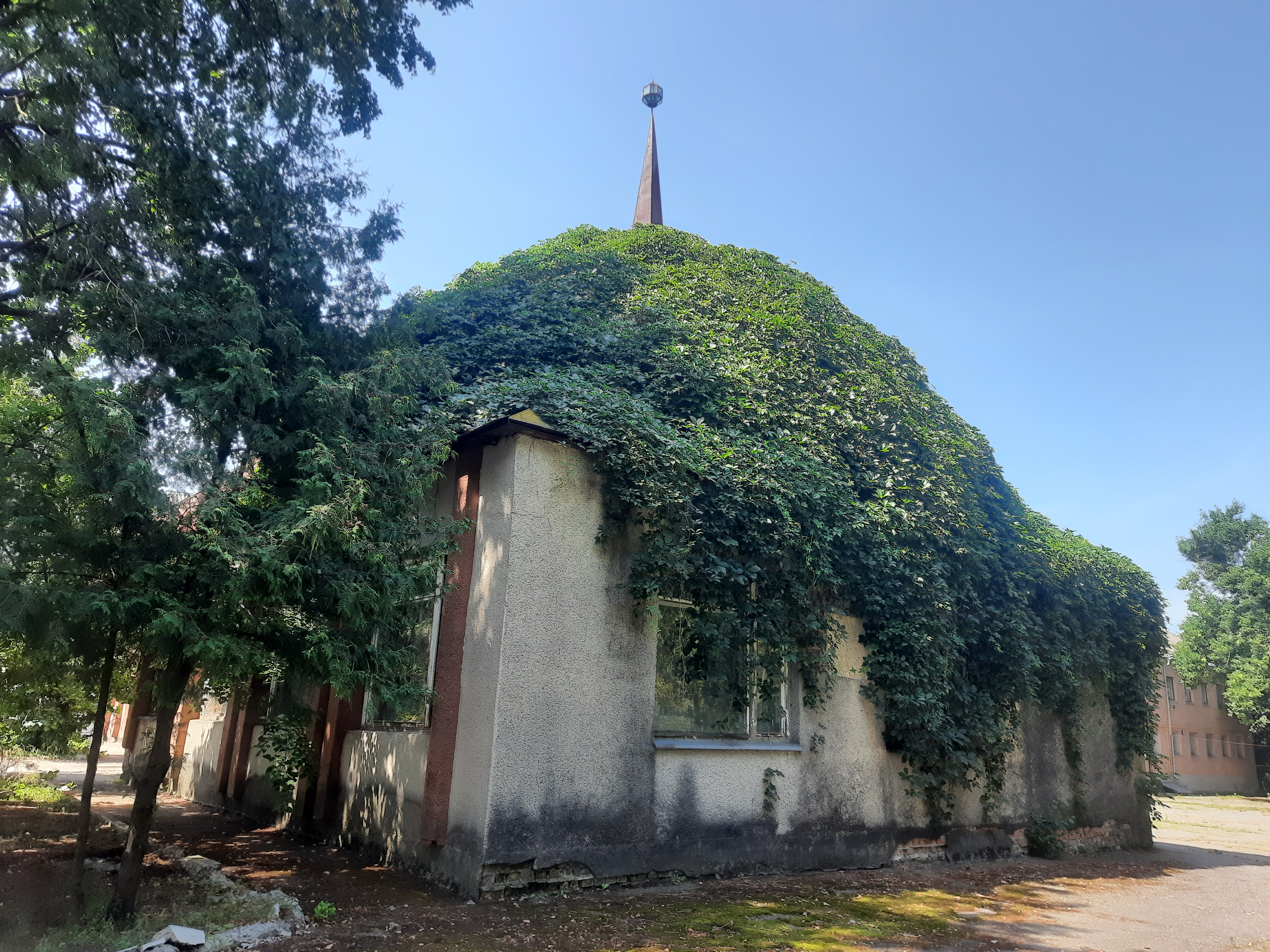
Колишній зимовий сад
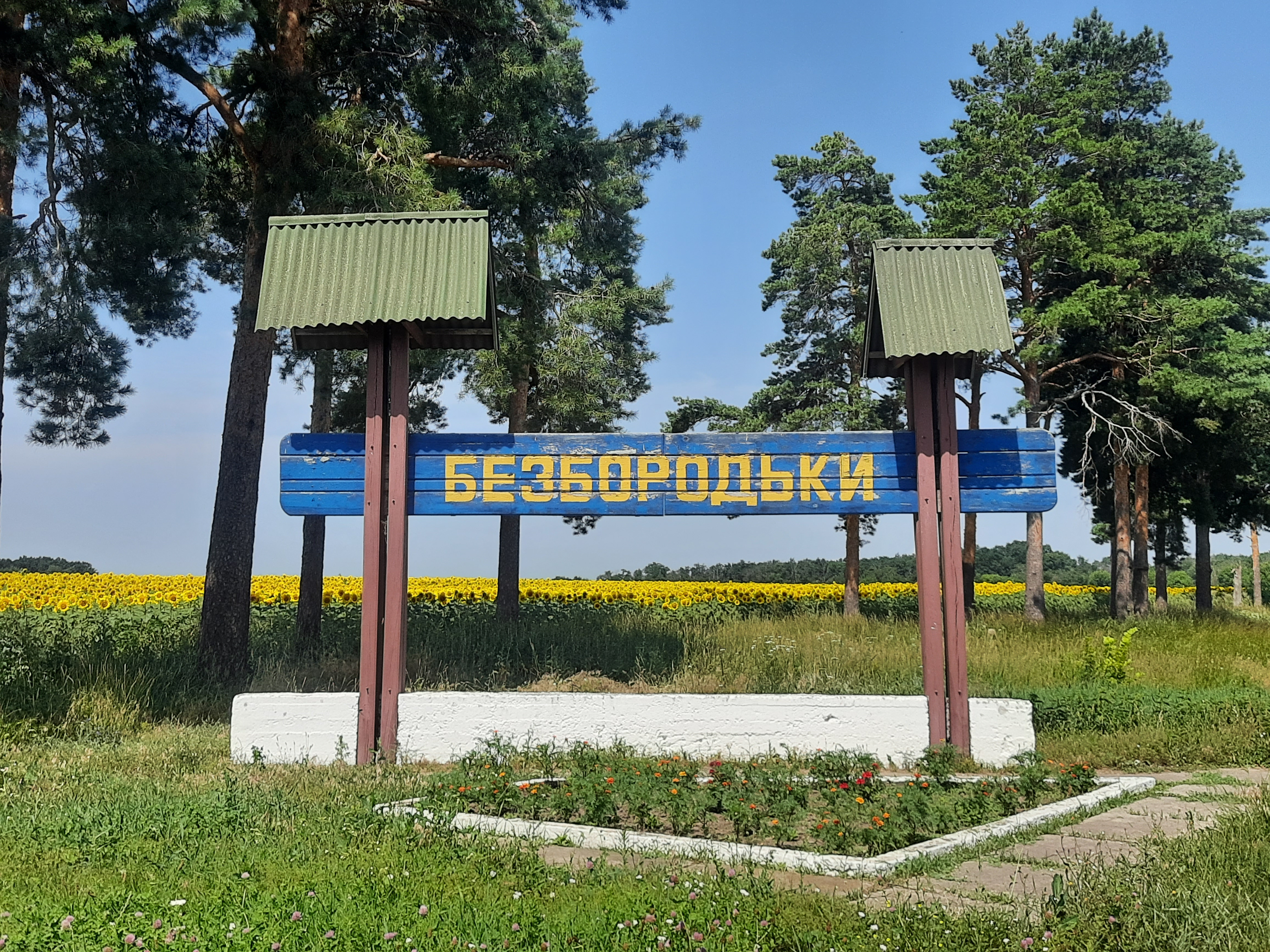
В'їзд у село з південної сторони

### Ресурси інтернету
- who-is-who.com.ua